# Стравинський Ігор Федорович
І́гор Фе́дорович Страви́нський (5 (17) червня 1882, Оранієнбаум, Петербурзька губернія, Російська імперія — 6 квітня 1971, Нью-Йорк, США) —  композитор і диригент польського та українського козацького походження. Син співака Федора Гнатовича Стравинського.

## Біографія

### Походження
Рід Стравинських походить з Волині. За словами директора музею в Устилузі Володимира Терещука, герб Стравинських успадкував елементи герба гетьмана Івана Сулими. У родині пишалися належністю до цього старовинного українського роду. Сам композитор писав: «Наше прізвище було Сулима-Стравинські, однак коли Росія анексувала частину Польщі, то „Сулима“ з якоїсь причини було випущене з нашого прізвища». Цю втрату він компенсував, давши своєму синові Святославу подвійне прізвище Сулима-Стравинський.
Батько композитора, співак Федір Стравинський (1843—1902), був родом з Чернігівської губернії. Спершу навчався в Ніжинському ліцеї, дебютував на сцені Київського оперного театру (1873), у Києві співав до 1876 року. Тут 24 травня 1874 року обвінчався з киянкою Ганною Холодовською (11.08.1854, Київ — 7.06.1939, Женева), піаністкою і співачкою, яка походила з козацького роду Холодовських. З 1876 року співав у Маріїнському театрі Санкт-Петербурга. Дружина Ганна Холодовська була незмінним концертмейстром на концертах свого чоловіка.

### У Російській імперії
Народився в Оранієнбаумі поблизу Санкт-Петербурга. З дитячих років вчився грати на фортепіано у О. П. Снеткової і Л. О. Кашперової.
У 1900—1905 роках навчався на юридичному факультеті Петербурзького університету. Випускні іспити в університеті не складав і тому диплома не отримав.
У 1903—1908 роках брав уроки композиції у Миколи Римського-Корсакова, якого називав своїм духовним батьком. Перші значні твори І. Стравинського — вокальна сюїта «Фавн і пастушка» на слова О. Пушкіна (1906) і симфонія (1907). У 1906 одружився зі своєю двоюрідною сестрою, випускницею Київського інституту шляхетних дівчат Катериною Носенко, з якою мав двох синів (1907, 1910) і двох дочок (1908, 1913).
У 1909 році на прем'єрі «Феєрверку» познайомився з імпресаріо Сергієм Дягілєвим. Згодом на його замовлення написав низку балетів, які поставили у «Російських сезонах» в Парижі. У родовому маєтку в Устилузі, де щоліта з 1907 до 1914 року жив і працював, композитор створив блискучі балети «Жар-птиця» (1910), «Петрушка» (1911), «Весна священна» (1913), які принесли йому світову славу.

### За межами Російської імперії
З 1910 року тривалий час жив за кордоном. Через хворобу дружини з 1914 року оселився у Швейцарії, а після початку першої світової війни вже не повертався на батьківщину понад 50 років. Родина Стравинських наймала житло, спершу в Кларані у диригента Ернеста Ансерме, друга та однодумця композитора. Навесні 1915 року родина переїжджає до міста Морж, що поблизу Лозанни.
У Швейцарії значною роботою Стравинського стала «Історія солдата», поставлена під орудою Ернста Ансерме. Прем'єра «Історії солдата» відбулася в Лозанні 29 вересня 1918 року, а за два роки виставу показали на сцені Женевської опери.
З 1920 року жив у Франції, де співпрацював з виробником механічних піаніно Pleyel, переклав для цього інструмента низку власних творів. У 1934 прийняв французьке громадянство.
З 1939 року — в США (з 1945 року — американське громадянство). Вів широку концертну діяльність (диригував переважно власними творами, виступав і як піаніст). У 1962 році відбулися авторські концерти в Москві та Ленінграді.
Помер 6 квітня 1971 від серцевої недостатності. Похований на кладовищі Сан-Мікеле у Венеції (Італія) поряд зі своєю дружиною.

## Стиль
Творчість вирізняється образно-стилістичною різноманітністю, проте підпорядкованою в кожен творчий період своїй стрижневій тенденції.
У так званий російський період (1908 — початок 20-х років) Стравинський виявляв особливу цікавість до давньоруського і сучасного йому українського фольклору, до ритуальних і обрядових образів, до балагану, лубка. До цей період припадають балети «Жар-птиця», «Петрушка», «Весна священна», хореографічні сцени «Весілля» (1917, остаточний варіант 1923). В музеї Ігоря Стравинського в Устилузі є світлина, подарована фондом Пауля Захера з Базеля (Швейцарія), на якій Стравинський записує українського лірника на порозі свого будинку в Устилузі в період роботи над «Весною священною». У ці роки формуються принципи музичної естетики Стравинського, пов'язані з «театром уявлення», закладаються основні елементи музичної мови — «поспівковий» тематизм, вільний метроритм, остинатність, варіантний розвиток тощо.
Наступний, так званий неокласичний період, розпочинається у 1920-х роках, коли Стравінський висуває гасло «Назад, до Баха», смисл якого полягав у поєднанні бахівської логіки, принципів розвитку та конструювання музичної форми з новітніми засобами музичної мови. Стравинський звертався до різних стильових моделей, освоюючи прийоми і засоби європейської музики бароко (опера-ораторія «Цар Едіп», 1927), техніку старовинного поліфонічного мистецтва («Симфонія псалмів» для хору і оркестру, 1930) та інші[джерело?]. Названі твори, а також балет зі співом «Пульчінелла» (на теми Дж. Б. Перголезі, 1920), балети «Поцілунок феї» (1928), «Орфей» (1947), 2-а і 3-а симфонії (1940, 1945), опера «Кар'єра марнотрата» (1951) — не стільки високі зразки стилізації, скільки яскраві оригінальні твори (використовуючи різні історико-стилістичні моделі, композитор відповідно до своїх індивідуальних якостей створює сучасні за звучанням твори)[джерело?].
Пізній період(з 1950-х) композитор звертається до серійної техніки. Перші серійні композиції — «Кантата», «Септет» і «Три пісні з Вільяма Шекспіра». В «Canticum sacrum» (1955), одна з п'яти частин (Surge Aquilo) повінстю додекафонна. Згодом композитор використав серійну техніку в своїх творах «Агон» (1957), «Плач пророка Єремії» (1958), «Проповідь, притча и молитва» (1961, два останніх засновані на біблійних текстах и мотивах), а також у містерії «Потоп» (1962), що поєднує фрагменти з Книги Буття із середньовічними англійськими містеріями; в «Потопі» також використовується текст католицького гімна Te Deum.

## Стравинський і Україна

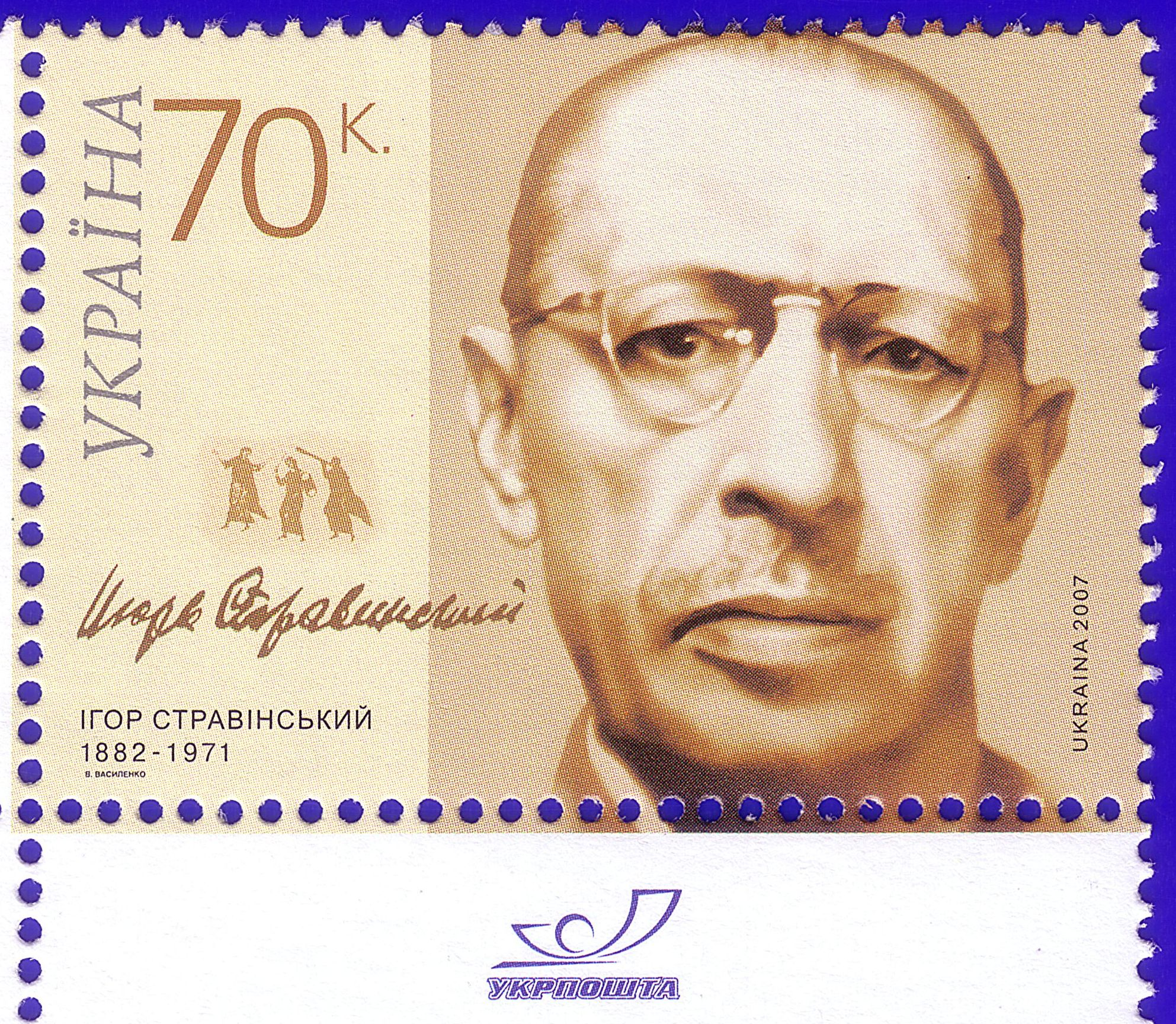
Поштова марка України із зображенням І. Ф. Стравинського

Для сучасної української музичної спільноти актуальними є дослідження духовних зв'язків Ігоря Стравинського з українською культурою. Значну частину своїх творів Стравинський писав на українській землі, а їхні джерела знаходив в українському фольклорі.[джерело?][прояснити] Райським куточком для своєї творчості Ігор Стравинський називав містечко Устилуг поблизу Володимира. Він приїжджав сюди до родини. Тут зустрів своє кохання, жінку, з якою поєднав долю, — киянку Катерину Носенко. Дочка лікаря і землевласника Гавриїла Носенка і Катерини Холодовської, двоюрідна сестра І. Ф. Стравинського (їхні матері були сестрами), була першою дружиною (з 1906) і стала матір'ю чотирьох дітей композитора, зокрема художника Федора Стравинського (1907—1989), композитора і піаніста Святослава Сулима-Стравинського (1910—1994).
Після одруження 1906 року Ігор Стравинський розробив проєкт, за яким на околиці Устилуга був побудований його власний дім на зразок швейцарського шале. Разом з братом Гурієм він посадив липову алею, яка й нині милує око відвідувачів музею композитора і вихованців музичної школи, розміщеної в його будинку.
Щоліта з 1907 року до початку Першої світової війни композитор писав свої твори в Устилузі. Тут він написав перший твір — фантазію для оркестру «Феєрверк», над яким напружено працював півтора місяця. Загалом же в Устилузі композитор працював над 17 творами, серед яких «Жар-птиця», «Петрушка» і широко відома «Весна священна».

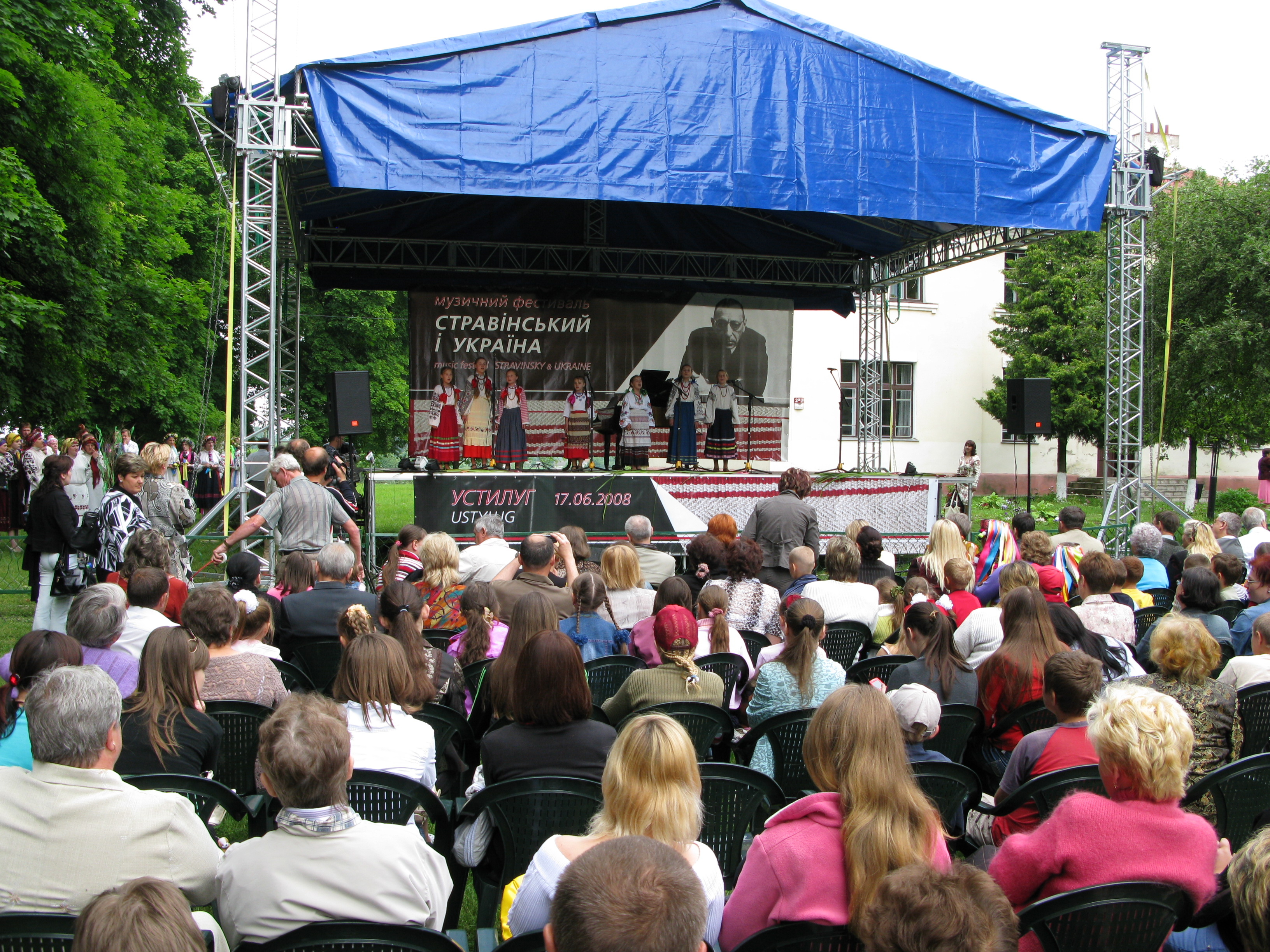
5 Міжнародний фестиваль «Стравинський та Україна», Устилуг, 17 червня 2008 р.

У 1994 році у Луцьку вперше проведено міжнародний фестиваль «Стравинський та Україна», у програмі якого були концерти, а також наукова конференція, на якій чи не вперше в Україні розглядалося питання духовного зв'язку Ігоря Стравинського з українською культурою. У 2005 році було проведено другий, надалі фестиваль проводиться щорічно.
У 1990 році в місті Устилуг Волинської області відкрито перший у світі музей видатного композитора. Базою музею став дім Стравинського, побудований за його власним проєктом. Хоча формування фондів майбутнього музею розпочалося ще 1979 році, коли в приміщенні діяла музична школа.

## Список творів

### Балети
| Жар-птиця                              | для симфонічного оркестру                  | 1910 |
| Петрушка                               | для симфонічного оркестру                  | 1911 |
| Весна священна                         | для симфонічного оркестру                  | 1913 |
| Соловей                                | для голосу-соло, хору та оркестру          | 1914 |
| Байка про Півня, Лисицю, Кота і Барана | для 4 солістів та камерного оркестру       | 1916 |
| Історія солдата                        | для камерного оркестру та трьох оповідачів | 1918 |
| Пульчінелла                            | для камерного оркестру та солістів         | 1920 |
| Весіллячко                             | для 4 фортепіано, ударних, хору і солістів | 1923 |
| Аполон Мусагет                         | для струнного оркестру                     | 1928 |
| Поцілунок феї                          | для симфонічного оркестру                  | 1928 |
| Персефона                              | для симфонічного оркестру                  | 1933 |
| Гра в карти                            | для симфонічного оркестру                  | 1936 |
| Балетні сцени                          | для симфонічного оркестру                  | 1944 |
| Орфей                                  | для камерного оркестру                     | 1947 |
| Агон                                   | для камерного оркестру                     | 1957 |

### Опери
| Соловей (див. Балети)                                              | 1914 |
| Байка (див. Балети)                                                | 1916 |
| Мавра                                                              | 1922 |
| Едіп-цар                                                           | 1927 |
| Персефона для читця, солістів, камерного оркестру                  | 1933 |
| Бабель                                                             | 1944 |
| Кар'єра марнотрата (англ. Rake's Progress, рос. Похождения повесы) | 1951 |
| Потоп                                                              | 1962 |

### Оркестрові твори
| Симфонія мі-бемоль мажор             | для симфонічного оркестру                       | 1907         |
| Фантастичне скерцо                   | для симфонічного оркестру                       | 1908         |
| Феєрверк                             | для симфонічного оркестру                       | 1908         |
| Пісня солов'я                        | для симфонічного оркестру                       | 1917         |
| 4 етюди                              | для симфонічного оркестру                       | 1918         |
| Симфонія для духових                 |                                                 | 1920         |
| Сюїта з балету «Пульчинелла»         | для симфонічного оркестру                       | 1920         |
| Сюїта № 1                            | для камерного оркестру                          | 1921         |
| Сюїта № 2                            | для камерного оркестру                          | 1925         |
| Концерт для фортепіано та духових    |                                                 | 1923-24/1950 |
| Капричіо для фортепіано з оркестром  |                                                 | 1929/1949    |
| Концерт для скрипки з оркестром in D |                                                 | 1931         |
| Сюїта з балету «Поцілунок Феї»,      | для симфонічного оркестру                       | 1934         |
| Прелюдія для джаз-бенду              |                                                 | 1937         |
| Концерт in Es «Dumbarton Oaks»       | для камерного оркестру                          | 1938         |
| Симфонія in C                        | для симфонічного оркестру                       | 1940         |
| Полька для циркового слона           | для симфонічного оркестру                       | 1942         |
| Концертні танці                      | для камерного оркестру                          | 1942         |
| 4 норвезьких враження                | для симфонічного оркестру                       | 1942         |
| Ода                                  | для симфонічного оркестру                       | 1943         |
| Scherzo à la Russe                   | для оркестру (версія для Paul Whiteman's band)  | 1944,        |
| Симфонія в трьох частинах            | для симфонічного оркестру                       | 1945         |
| «Ебеновий концерт»                   | для кларнета і джаз-бенду                       | 1945         |
| Концерт in D                         | для струнного оркестру                          | 1946         |
| Танго                                | для камерного оркестру                          | 1940/1953    |
| Привітальна прелюдія                 | для симфонічного оркестру                       | 1955         |
| «Рухи»                               | для фортепіано з оркестром                      | 1958/1959    |
| 8 інструментальних мініатюр          | для 15 виконавців (оркестровка Les Cinq Doigts) | 1963         |
| Варіації пам'яті Олдоса Хакслі       | •\| 1963/1964                                   |              |

### Фортепіанні твори
| Тарантела                                        | 1898   |
| Скерцо                                           | 1902   |
| Соната фа-дієз мінор                             | 1903-4 |
| 4 етюди Op.7                                     | 1908   |
| Весна священна, перекладення для двох фортепіано | 1913   |
| Вальс квітів, для двох фортепіано                | 1914   |
| Trois pièces faciles для двох фортепіано         | 1915   |
| Souvenir d'une Marche Boche for piano            | 1915   |
| Cinq pièces faciles для двох фортепіано          | 1917   |
| Вальс для дітей                                  | 1917   |
| Piano-Rag-Music (Регтайм)                        | 1919   |
| Хорал                                            | 1920   |
| Les Cinq Doigts                                  | 1921   |
| Соната                                           | 1924   |
| Серенада                                         | 1925   |
| Концерт для двох фортепіано                      | 1935   |
| Танго                                            | 1940   |
| Соната для двох фортепіано                       | 1943   |
| 2 ескізи для сонати                              | 1967   |

### Камерні твори
| Три п'єси                                       | для струнного квартету                    | 1914      |
| Pour Pablo Picasso,                             | для кларнета                              | 1917      |
| Канон                                           | для двох валторн                          | 1917      |
| Дует                                            | для двох фаготів                          | 1918      |
| Сюїта з Історії солдата                         | для скрипки, кларнета і фортепіано        | 1919      |
| Три п'єси                                       | для кларнета                              | 1919      |
| Концертино                                      | для струнного квартету                    | 1920      |
| Октет                                           | для духових                               | 1923      |
| Концертний дует                                 | для скрипки і фортепіано                  | 1932      |
| Пастораль                                       | для скрипки і фортепіано                  | 1933      |
| Італійська сюїта (із Пульчинели)                | для скрипки, віолончелі і фортепіано      | 1933/1934 |
| Елегія                                          | для альта соло                            | 1944      |
| Септет                                          | Септет                                    | 1953      |
| Епітафія                                        | для флейти, кларнета і арфи               | 1959      |
| Подвійний канон                                 | для струнного квартету пам'яті Raoul Dufy | 1959      |
| Monumentum Pro Gesualdo Di Venosa (arrangement) | для камерного ансамблю                    | 1960      |
| Фанфара для Нового Театру                       | для двох труб                             | 1964      |

### Хорові твори
| Зореликий                                   | для чоловічого хору й оркестру                                                     | 1912      |
| Pater Noster                                | Pater Noster                                                                       | 1926      |
| Симфонія псалмів                            | для хору і оркестру                                                                | 1930      |
| Меса                                        | Меса                                                                               | 1948      |
| Кантата                                     | для сопрано, тенора, жіночого хору, 2 флейт, гобою, англійського ріжка, віолончелі | 1953-1954 |
| Canticum Sacrum                             | Canticum Sacrum                                                                    | 1955      |
| Threni                                      | Threni                                                                             | 1958      |
| A Sermon, a Narrative and a Prayer          | A Sermon, a Narrative and a Prayer                                                 | 1961      |
| Anthem (The dove descending breaks the air) | для хору a capella                                                                 | 1962      |
| Авраам і Ісаак                              | Авраам і Ісаак                                                                     | 1963      |
| Introitus                                   | Introitus                                                                          | 1965      |
| Requiem Canticles                           | Requiem Canticles                                                                  | 1966      |

### Вокальні твори
- Фавн і пастушка для мецо-сопрано та оркестру Op. 2 (1907)
- Пастораль сопрано без слів та фортепіано (1907)
- Дві мелодії для мецо-сопрано та фортепіано Романс «Маргаритки» Op.6 (1908)
- Дві поеми Поля Верлена для баритона та фортепіано або оркестру Op.9 (1910/1951)
- Дві поеми К. Бальмонта для голосу і фортепіано або маленького оркестру (1911/1954)
- Три поезії з японської лірики для голосу, фортепіано і камерного оркестру (1913)
- Три маленьких пісні для голосу і фортепіано (або маленького оркестру) (1913/1930)
- Небилиці для голосу, флейти, гобоя, кларнета, фагота, скрипки, альта, віолончелі і контрабаса (1914)
- Berceuses du Chat для контральто і трьох кларнетів (1916)
- Три казки для дітей для голосу і фортепіано (1917)
- Чотири російські селянські пісні для жіночого голосу без акомпанементу (1917)
- Berceuse для голосу і фортепіано (1918)
- Чотири російські пісні для голосу і фортепіано (1918/1919)
- Petit ramusianum harmonique single voice or voices (1938)
- Три пісні з Вільяма Шекспіра для мецо-сопрано, флейти, кларнета і альта (1953)
- Чотири російські пісні для мецо-сопрано, флейти, арфи і гітари (1954, версія Quatre chants russes та Три казки для дітей)
- In Memoriam Dylan Thomas (Dirge Canons and Song) (1954)
- Elegy for J.F.K. для баритона і трьох кларнетів (1964)
- Сова і кіт для сопрано і фортепіано (1966)

## Вшанування пам'яті
31 січня 2024 року у місті Луцьк вулицю Скрябіна перейменували на вулицю Ігоря Стравинського.